# غرام مكسيكانا
غرام مكسيكانا (1997) (بالإسبانية: Amor a la mexican)‏ هو الألبوم السادس للنجمة المكسيكية تاليا. أصبح الألبوم من أفضل البوماتها لليوم، خاصة النجاح الكاسح التي حققته أغنية «غرام مكسيكانا» (حبيبي المكسيكي) والتي اثبتت بأن تاليا فنانة حقيقية وموسيقية. أصدر الألبوم في الأول من يوليو (شهر السابع) عام 1997 تحت إشراف شركة EMI Music للمرة الثانية وقد تضمن أيضا أغاني من المنتج، الملحن والكاتب إيميليو استفان، وقد حصل الألبوم على الإسطوانة البلاتينية (Platinum record) لبيع أكثر من 300,000 نسخة في أميركا فقط. مبيعات الألبوم في جميع أنحاء العالم : 4,000,000(4 مليون) نسخة.

## روابط خارجية
- غرام مكسيكانا على موقع أول موفي (الإنجليزية)